# Province de Mazagan
1956–1959
Entités suivantes :
- province de Casablanca

La province de Mazagan est une ancienne subdivision du Maroc.

## Histoire
Créée en 1956 (dahir no 1-56-133 du 13 octobre), elle a disparu en 1959 tout comme la province de la Chaouïa, pour laisser place à la province de Casablanca qui ne compte pas la ville de Casablanca (décret no 1-59-351 du 2 décembre).